# 狐惑病
狐惑是漢醫學名詞，最早出現於東漢張仲景所著的《傷寒雜病論》。
原文為：「狐惑為病，其氣如傷寒，默默欲眠，目不得閉，臥起不安，蝕於喉為惑，蝕於陰為狐，狐惑之病，並不欲飲食，聞食臭，其面目乍赤乍白乍黑，其毒蝕於上者則聲嗄(音啞)，其毒蝕於下部者則咽乾；蝕於上部，瀉心湯主之，蝕於下部，苦參湯洗之，蝕於肛者，雄黃熏之。其人脈數無熱，微煩，默默欲臥，汗出，初得三四日，目赤如鳩眼，得之七八日，目四眥黃黑，若能食者，膿已成也，赤小豆當歸散主之。」

## 現代中醫學者的見解
現代中醫學者認為狐惑病和土耳其醫師貝賽特於1937年提出的貝賽特氏症（Behçet's disease）相應，「蝕」對應了黏膜潰瘍，發生在口腔（蝕於上）或陰部（蝕於下），「目赤」（紅眼）對應了葡萄膜炎。

## 狐惑病主症
狐惑病主症为：反复出现口腔、咽喉及前后二阴蚀烂，二阴溃疡为狐，口腔溃疡为惑，目赤如鸠眼。另外还可以伴有声音嘶哑，状如伤寒，默默欲眠，目不得闭，卧起不安，不欲饮食，恶闻食嗅。其面目乍赤、乍黑、乍白，或脉数，无热，微烦，默默但欲卧，汗出，舌红，苔黄，脉微数等。